# ジェームズ・オコーナー
ジェームズ・オコナー（James O'Connor 1990年7月5日 - ）は 、オーストラリア出身のラグビーユニオン選手である。ポジションはフライハーフ、インサイドセンター、ウィング、フルバック。

## 人物
1990年7月5日、オーストラリアのゴールドコーストで生まれる。身長180cm、体重84kg。
両親はニュージーランド出身、祖父は南アフリカ共和国出身。そのため、オーストラリア、ニュージーランド、南アフリカ共和国と、3か国の代表資格を持っていた。
2011年、オーストラリア代表になったため、残り2か国の代表資格は喪失。

## キャリア
オーストラリアで生まれ、少年時代の5年間をニュージーランドのオークランドで過ごす。ふたたびオーストラリアへ戻り、15歳までラグビーリーグのパラマタ・イールズのジュニアに所属。
その後ラグビーユニオンに転向。ブリスベンのセント・ジョセフ・ナッジー・カレッジ卒業。カレッジ在学時の2006年、脾臓破裂で一命をとりとめる。2007年、ラグビーオーストラリア高校代表に選出される。
2008年、スーパー14（現スーパーラグビー）のウェスタン・フォースに入り、史上最年少でスーパーラグビーデビュー。同年、セブンズ代表に選出され、さらにワラビーズに選出、イタリア戦で代表デビュー。
2009年、ウェスタン・フォースのRookie of the Yearと、ワラビーズのRookie of the Yearをダブル受賞。
2011年のスーパーラグビーシーズン終了後、来シーズンからレベルズに移籍すると発表。また同年にはワールドカップのオーストラリア代表に選出された。
2013年には複数の素行問題によりオーストラリアラグビー協会との契約が解除されたため、再起を海外へ求め、プレミアシップ (ラグビー)のロンドン・アイリッシュとの短期契約を結んだ。
2015年にはラグビーワールドカップ2015出場を目指しスーパーラグビーのレッズに移籍。しかし、マイケル・チェイカヘッドコーチはオーストラリア代表スコッドに選ばなかった。
2015-16シーズンからフランストップ14のRCトゥーロンに移籍した。
2017年2月、フランス（パリ）でコカイン購入未遂で逮捕。その後、プレミアシップのセール・シャークスに移籍することが発表された。
2019年7月、クイーンズランド・レッズに入団。ラグビーワールドカップ2019のオーストラリア代表に選ばれた。
2021年、クイーンズランド・レッズのキャプテンに就任し、スーパーラグビーAUで優勝した。2022年にはキャプテンを辞任。
2024年9月、レッズを退団し、海外クラブへの移籍をめざす。同年10月、クルセイダーズに加入。

## リンク
- James O'Connor QLD Reds Rugby
- Wallabies Profile